# 八木澤高明
- 八木澤高明[1]
- 八木沢高明[2]

八木澤 高明（やぎさわ たかあき、1972年〈昭和47年〉 - ）は、日本のノンフィクション作家、フォトジャーナリスト、カメラマン。神奈川県横浜市出身。

## 経歴
帝京大学文学部史学科を中退後、1999年（平成11年）に講談社の写真週刊誌「フライデー」の専属カメラマンとなり、事件取材を多く担当する。2004年（平成16年）よりフリーランスとして活動している。2015年（平成27年）には三田誠広と関川夏央の推薦により、日本文藝家協会の会員となる。
世間から見えにくい人々への興味が深く、犯罪や娼婦といった裏社会や日陰者などを取材対象とすることが多い。2013年（平成25年）発行の著作『マオキッズ 毛沢東のこどもたちを巡る旅』は、西ネパールで知り合った18歳の女性兵士が政府軍との戦いで戦死したことをきっかけに、2001年（平成13年）から2011年（平成23年）にかけてネパール共産党毛沢東主義派（マオイスト）の取材を経て刊行したもので、第19回小学館ノンフィクション大賞の優秀賞を受賞した。

## 著作
- 『ネパールに生きる 揺れる王国の人びと』新泉社（2004年 ISBN 4787704125）
- 『黄金町マリア 横浜黄金町路上の娼婦たち』ミリオン出版（2006年）亜紀書房、2015
- 『さらば中国 写真録』ミリオン出版（2008年 ISBN 978-4813020868）
- 『フクシマ2011、沈黙の春』新日本出版社（2011年 ISBN 978-4406055031）
- 『フクシマ物語 幸四郎の村』新日本出版社（2012年 ISBN 978-4406055994）
- 『マオキッズ  毛沢東のこどもたちを巡る旅』小学館（2013年 ISBN 978-4093798457）
- 『娼婦たちから見た日本』KADOKAWA（2014年 ISBN 978-4041013878）のち文庫
- 『青線 売春の記憶を刻む旅』スコラマガジン（2015年 のち集英社文庫
- 『にっぽんフクシマ原発劇場』現代書館（2015年 ISBN 978-4768457580）
- 『娼婦たちから見た戦場 イラク、ネパール、タイ、中国、韓国』KADOKAWA（2016年 ISBN 978-4041032251）
  - 『娼婦たちは見た イラク、ネパール、中国、韓国』角川新書 2019
- 『色街遺産を歩く 消えた遊廓・赤線・青線・基地の町』実業之日本社（2017年 ISBN 978-4408337494）
- 『ストリップの帝王』KADOKAWA（2017年 ISBN 978-4041051641）
- 『日本殺人巡礼』亜紀書房（2017年 のち集英社文庫
- 『甲子園に挑んだ監督たち』辰巳出版, 2018
- 『江戸・東京色街入門』(じっぴコンパクト新書 実業之日本社, 2018
- 『花電車芸人　色街を彩った女たち』角川新書、2020
- 『コロナと風俗嬢』草思社, 2021.12
- 『裏横浜―グレーな世界とその痕跡』ちくま新書 2022/5

### 編著
- 『横浜 (紙礫』編. 皓星社, 2017.
- 『基地 = base (紙礫』 編. 皓星社, 2019